# Aram Dorsum
Aram Dorsum és una formació geològica de tipus dorsum a la superfície de Mart, localitzada amb el sistema de coordenades planetocèntriques a 8.3 ° latitud N i 349.24 ° longitud E, que fa 83.31 km de diàmetre. El nom va ser aprovat per la UAI el 29 d'abril de 2014 i fa referència a una característica d'albedo.